# Ministráns

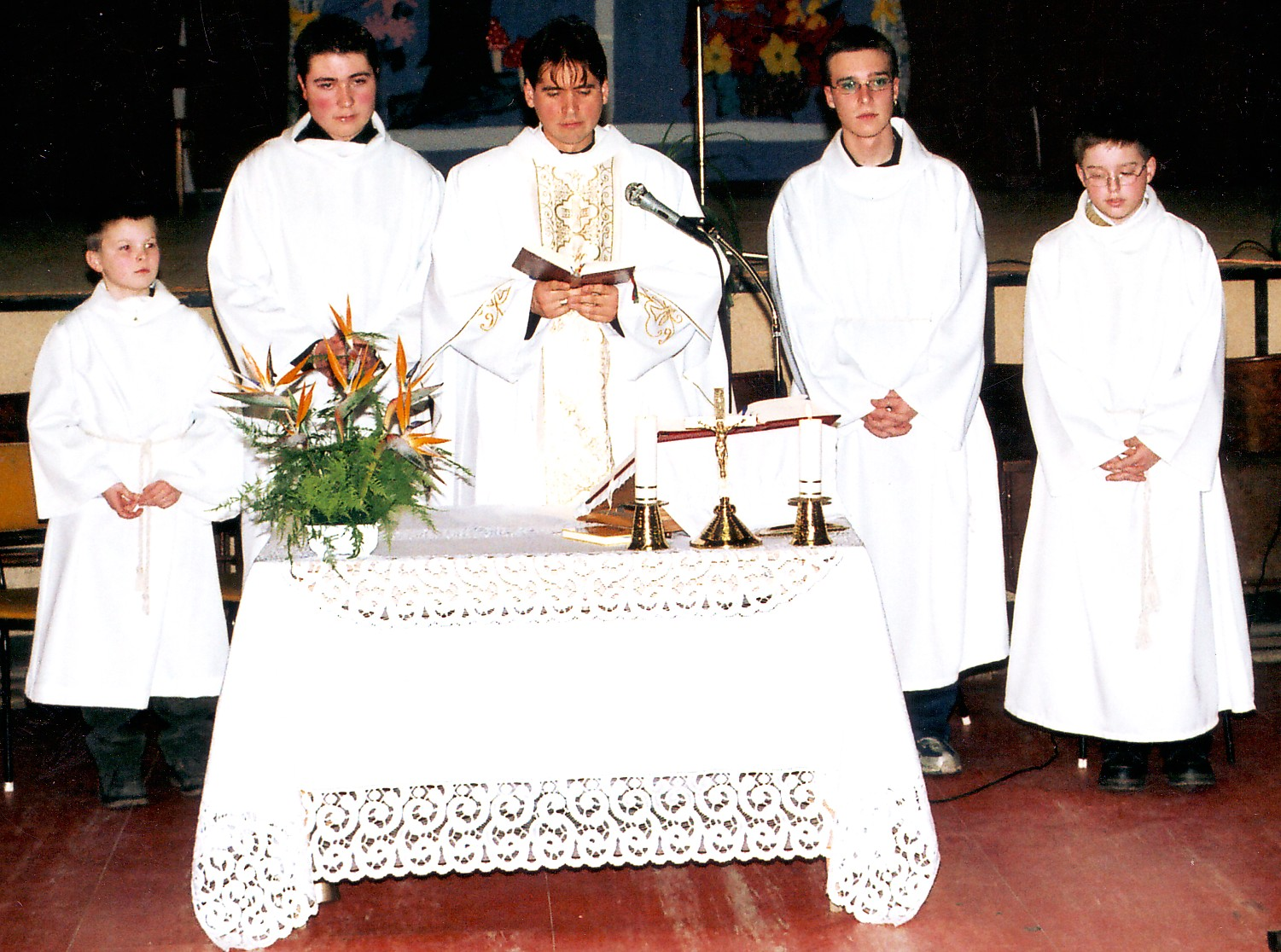
Ministránsok a pap mellett

A leggyakoribb segítő a katolikus templomban a ministráns (a latin ministrare = „szolgálni” igéből, aki az oltárnál szolgál). A ministránsok a pap mellett kisebb szolgálatokat végeznek a szentmise, a szentségek kiszolgáltatása és egyéb szertartások során. Rendszerint gyermekek és fiatalok, akik ministránsruhában végzik szolgálatukat. A nép részvétele nélkül végzett szentmiséken előírás szerint szükség van legalább a ministráns jelenlétére. Olyan személynek kell tehát lennie, aki a hívők nevében, vagy együtt velük válaszolgat és szolgál a papnak az istentiszteleteken – a szentmisén –, a liturgiában. Esetleg felolvassa (lektor) az igeliturgia bizonyos részeit. A ministráns lényegében az akolitust pótolja. Sok egyházközségben a ministráns ma is a pap kísérőjeként megy a beteghez a betegek kenete kiszolgáltatására, ekkor ő viszi a lámpást és útközben csenget. Temetéseken sokszor ő viszi a feszületet a pap előtt. Az úrnapi körmeneten felnőtt ministránsok viszik a baldachint az Oltáriszentséget vivő  pap vagy püspök felett. Ezt a szolgálatot az ősegyház keletkezésekor már igen fontosnak tartották, fiatal, becsületes és hitükben kipróbált embereket tartottak erre a tisztségre a legalkalmasabbnak.

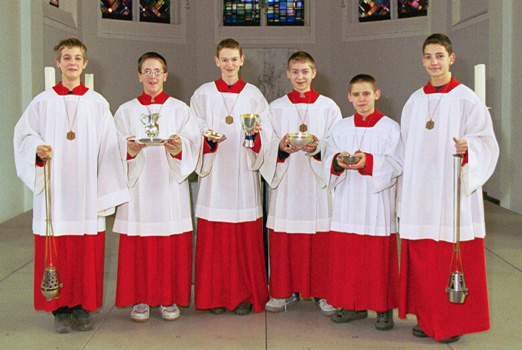
Németországi ministránsok

## Ministránsruha
Kezdetben a ministránsok öltözete nem különbözött a liturgiában segédkezők fehér karinges öltözékétől, de több helyen ők is ünnepélyesebb öltözetet kapnak, amely a papok ünnepekhez igazodó színű miseruhája színét tükrözi, hogy még jobban megvilágítsák szerepüket a szentmisén. Az istentiszteleten az eltérő szolgálatokat a szent ruhák különbözősége is érzékelteti, jelzi az egyes szolgálatok sajátos feladatát. A segédkezők és ministránsok ruhái is hivatottak a szentmise fényét emelni. Bármely rangú szolgálattevőnek közös szent ruhája az alba (a. m. fehér), amelyet derékban cingulummal szorítanak össze, ha csak az alba szabása ezt feleslegessé nem teszi.
Ha az alba nem takar tökéletesen a nyak körül, vállkendőt kell venni az alba alá vagy fölé amit kiegészíthet egy nyakkendő is. Ezek szerint a világi, akár felnőtt, akár fiatal vagy gyermek segédkező (ministráns) legalkalmasabb liturgikus öltözete az olyan alba, melynek szabása feleslegessé teszi a vállkendőt és esetleg a cingulumot is. Anyaga könnyű (műszálas) szövet lehet. Készítenek csuklyával ellátott albát is (kukulla). Az alba helyettesíthető karinggel, amely alá a talárist (vagy annak alsó részét) veszik fel (ez egy gumiszalaggal vagy zsinórral derékra rögzíthető szoknya) színe megegyezik a liturgikus színekkel és a fekete. A vállkendő és a szoknya színe általában megegyezik. Ókeresztény minták alapján használják a két piros csíkkal ellátott tarziciuszruhát ministránsruhaként. E téren is érvényes a nemes egyszerűség elve. Persze van olyan egyszerű ministránsruha, amely egy fehér karingből és egy fekete szoknyából áll, ez templomonként változó.

## Feladatok
A ministránsok feladatai plébániánként és egyházmegyénként eltérő lehet. Nagyban befolyásolhatja a liturgikus teendők számát és milyenséget az, hogy a celebráló pap mellett milyen egyéb egyházi személyek vannak jelen (koncelebráns pap, diakónus, akolitus, lektor), illetve, hogy milyen jellegű misén szolgálnak. Példának okáért búcsúi misén, nagyhét különböző alkalmain, templomszentelésen stb. számos más feladata is lehet a ministránsnak.
A mise előtt rendszerint a sekrestyésnek segítenek az előkészületekben. A gyertyák meggyújtásában, liturgikus könyvek előkészítésében, füstölő begyújtásában, illetve a pap (esetenként diakónus) liturgikus beöltözésében is közreműködhetnek.
A mise alatt a következő feladatokat végezhetik:
- Csengetés: Ún. kisbevonulás esetén (amikor a sekrestyéből közvetlenül a oltár elé vonulnak) ők húzzák meg a csengőt, amely a mise kezdetét jelzi. Legközelebb az eucharisztia liturgia alatt csengetnek: egyszer-egyszer az átváltoztatás előtt, háromszor-háromszor a két szín felmutatásnál, majd legvégül egyszer-egyszer akkor, amikor a pap magház veszi a kenyeret és a bort.
- Olvasás: Gyakran betöltik a lektor feladatát. Olvashatják az olvasmányt, szentleckét, valamint az egyetemes könyörgéseket.
- Borvizezés: Az adományok előkészítésénél segédkezhetnek az akolitusnak, diakónusnak vagy a papnak. Átadják a bort majd utána vizet és a pap kézmosásánál vizet öntenek és kendőt tartanak neki.
- Tálcázás: Áldozás alatt tálcát tartanak az áldozó ajka, avagy tenyere alá.
- Füstölés: A füstölést általában két ember végzi. Egyvalaki magát a füstölőt (thuribulum) viszi, míg a másik a tömjéntartót (navicula). Az incenczálás (füstölés) előtt a thuribulista felemeli a füstölő tetejét, míg a naviculista kinyitja a tömjéntartót, és a benne lévő kanállal a pap tömjént tesz a füstölőbe. Incenzálás négy alkalommal történik a misén: mise elején az oltárt, evangélium alatt az evangéliumos könyvet, felajánlás után szintén az oltárt, valamit az átváltoztatás alatt a kenyeret és a bort. Ún. nagybevonulás esetén (amikor a templom főkapuján, vagy egy hátsó kapun keresztül érkezik az asszisztencia) a füstölők haladnak legelöl (bizonyos esetekben a szertartó megelőzi őket).
- Keresztvivés: Nagybevonulás alatt egy ministráns keresztet visz, közvetlenül a füstölők mögött haladva. Ő a crucifer.
- Gyertyavivők: Általában kettő ministráns gyertyát visz a crucifer mellett vagy mögött bevonulás alatt. Emellett kétszer használnak gyertyát a misén, egyszer az evangéliumnál, és egyszer az átváltoztatásnál (utóbbit sok helyen elhagyják). Ők az akolitusok, nem keverendő össze a korábban említett akolitus kifejezéssel, amely egy egyházi hierarchiában betöltött rangra utal.
- Főpapi jelvények kezelése: Főpapi miséken (amikor a főcelebráns püspök, apát stb.) gyakran ministránsokat bíznak meg a főpapi jelvények kezelésével. A baculista tartja a pásztorbotot (baculum), míg az infulista a püspöksüveget (infula/mitra). Bizonyos esetekben csak tartják őket, és amikor szükség van rájuk akkor a szertartó - vagy valamely más magasabb rangú személy - elveszi tőlük, bizonyos esetekben azonban ők maguk adják át a püspöknek. A celebráló főpap igénye szerint eltérő gyakorisággal van rájuk szükség.
- Liturgikus könyvek kezelése: Előfordul, hogy egy ministráns lapozza a misekönyvet, illetve a könyörgéseket tartalmazó könyvet odatartja a papnak.

## Védőszentjeik
- Savio Szent Domonkos • Riva presso Chieriben, Olaszország északnyugati, Piemont régiójában született. Ötéves korában tanulta meg a szolgálatot. Jó emlékezőtehetséggel és éles ésszel rendelkezett. Már hétéves korában járulhatott az Úr asztalához, ami abban az időben nem volt általános szokás. A hagyomány szerint jó példával járt elől az iskolában is, vezette társait a rossztól a jó felé. Megismerkedett Bosco Szent Jánossal, aki pártfogásába vette.
- Szent Tarzíciusz • Szent Tarzíciusz Rómában élt a 3. században. A hagyomány szerint Tarzíciusz nagyon bátornak mutatkozott a keresztényüldözések idején, és sokszor meglátogatta börtönbe vetett hittársait. Az egyik napon nehéz feladatra vállalkozott: el kellett vinnie az Oltáriszentséget a halálraítélt keresztényeknek, akiket különösen őriztek. Vesztére találkozott iskolatársaival, akik gyűlölték a keresztényeket. Megállították, és kényszerítették, hogy játsszon velük, de Tarzíciusz folytatni akarta az útját. A többiek észrevették nála a szentséget és követelték, hogy adja át nekik. Ő ellenkezett, erre megverték. Amikor az egyik katona, akit Tarzíciusz ismert, rátalált, a gyermek még élt. Rábízta a katonára a zsákocskát a feladattal, és meghalt.

Ez a két szent szolgál hősiességével és áldozatkészségével példaképül a ministránsoknak.